# Estación de Pamplona
Pamplona/Iruña, conocida en el pasado como la estación del Norte o estación de San Jorge, es una estación ferroviaria situada en la ciudad española de Pamplona. Su construcción original data de 1860 aunque su aspecto actual es fruto de varias reformas posteriores. Dispone de servicios de Larga y Media Distancia operados por Renfe que abarcan principalmente destinos nacionales. En el año 2022 fue utilizada por más de 625 000 pasajeros, convirtiéndola en la decimocuarta estación más transitada de España.

## Situación ferroviaria
Las instalaciones se encuentran situadas en el punto kilométrico 181 de la línea férrea de ancho ibérico Castejón de Ebro-Alsasua, a 413 metros de altitud. El trazado es de vía única y está electrificado.

## Historia
La estación fue abierta al tráfico el 15 de septiembre de 1860 con la apertura del tramo Caparroso-Pamplona de la línea férrea que pretendía unir Zaragoza con Navarra por parte de la Compañía del Ferrocarril de Zaragoza a Pamplona. Esta última no tardaría en unirse con la compañía del ferrocarril de Zaragoza a Barcelona dando lugar a la Compañía de los Ferrocarriles de Zaragoza a Pamplona y Barcelona. El 1 de abril de 1878 su mala situación económica la forzó a aceptar una fusión con Norte. En 1941, la nacionalización de todas las líneas de ancho ibérico supuso la integración de Norte en la recién creada RENFE. 
Hasta 1956 sirvió como estación de empalme con el ferrocarril Pamplona-Sangüesa —conocido popularmente como «El Irati»—, que accedía para combinar el transporte de viajeros y mercancías entre ambos ferrocarriles.
Desde el 31 de diciembre de 2004 Renfe explota la línea mientras que Adif es la titular de las instalaciones ferroviarias.

## La estación
Está situada en la plaza de la Estación, en el barrio de San Jorge al oeste del centro urbano.
El actual edificio para viajeros es una amplia estructura de dos plantas y base rectangular con disposición lateral a las vías. Cuenta con punto de información, venta de billetes, aseos y cafetería. En total dispone de diez vías aunque solo tres tienen acceso a un andén lateral y a otro central.
En el exterior hay una zona de aparcamiento habilitada así como una parada de autobuses urbanos.
También acoge tráfico de mercancías, principalmente transporte de automóviles.
Esto se debe a la cercanía de la fábrica de Volkswagen situada en el cargadero de Landaben.

## Servicios ferroviarios

### Larga Distancia
El tráfico de Larga Distancia que tiene parada en la estación incluye principalmente relaciones transversales realizadas con trenes Alvia que unen Barcelona con Asturias, Galicia y el País Vasco pasando por Castilla y León. Madrid también está unida con la ciudad gracias a otro Alvia que cubre el trayecto Madrid-Pamplona.

### Media Distancia
El tráfico de Media Distancia con parada en la estación tiene como principales destinos Zaragoza, Castejón y Logroño. Otros recorridos puntuales alcanzan también Vitoria y Burgos.